# Homoród (Brassó megye)
Homoród (románul Homorod, németül Hamruden vagy Homoroden, szászul Hamruden) község  Romániában, Erdélyben, Brassó megyében. Közigazgatásilag Mirkvásár és Székelyzsombor tartozik hozzá.

## Fekvése
Segesvártól 58 km-re délkeletre, Székelyudvarhelytől 34 km-re délre, a Nagy- és Kis-Homoród összefolyásánál fekszik.

## Nevének eredete
Neve a magyar homorú melléknév -d képzős származéka a melyet annak völgynek az alakjáról kapta, amelyben fekszik.

## Története
1488-ban Hamoroden néven említik először, azonban már valószínűleg jóval korábbi alapítású, erre utal az is, hogy lutheránus temploma stílusa alapján a 13. század második felében épülhetett. 1910-ben 1490 német, román, cigány és magyar lakosa volt. A trianoni békeszerződésig Nagy-Küküllő vármegye Kőhalmi járásához tartozott. 1992-ben társközségeivel együtt 2502 lakosából 1151 román, 841 magyar, 394 cigány és 113 német volt.

## Látnivalók
- Erődített szász evangélikus temploma 13. századi eredetű, a 15. században erődítménnyé építették ki, ekkor épült tornya is. Négyszögű védőfalát három négyszögletű és egy ötszögletű torony erősíti. A külső védőfalnak csak egy L alakú szakasza maradt meg.
- Határában iszapvulkánok találhatóak [3]

## Galéria

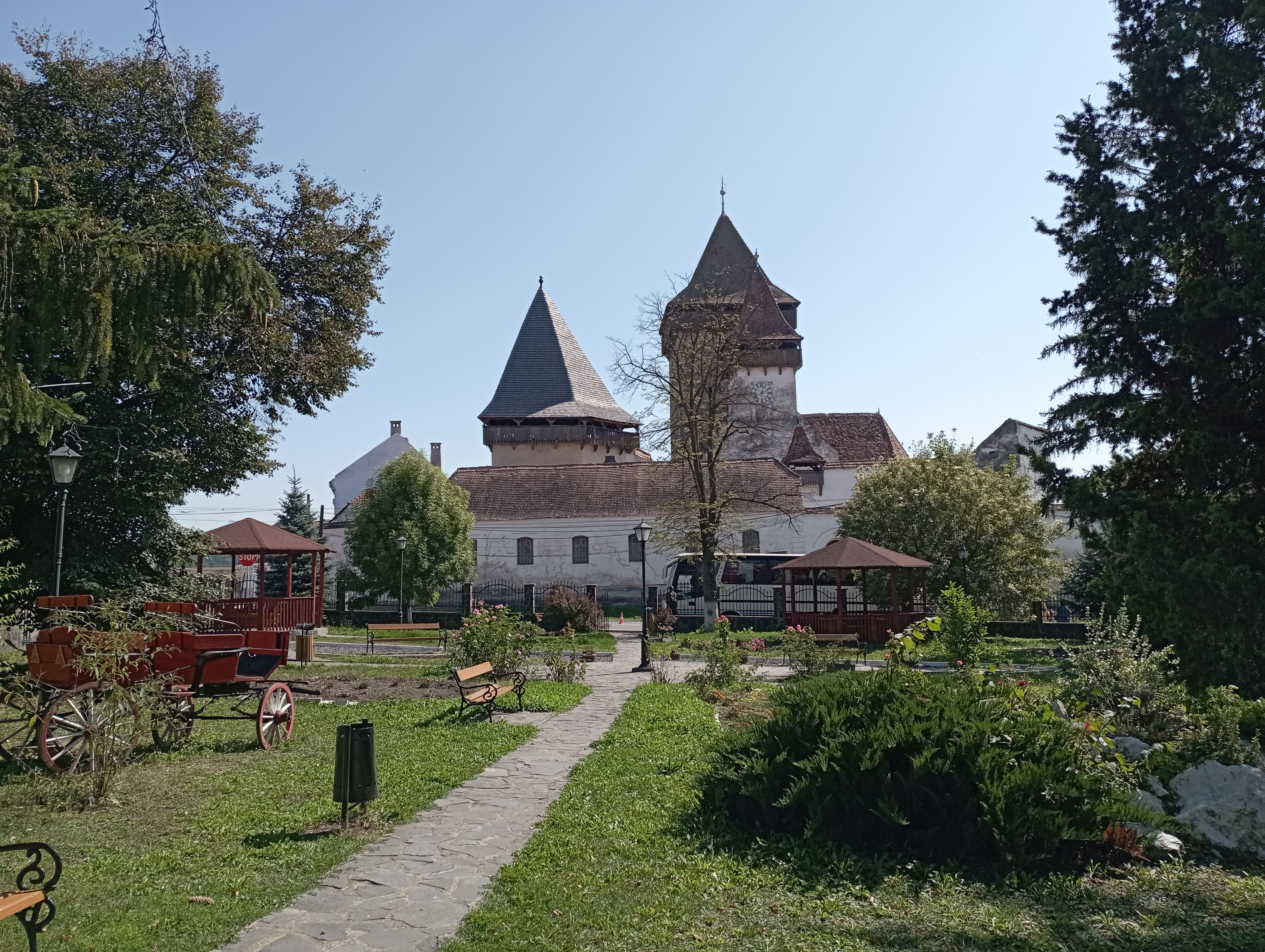
Homoródi szász erődtemplom, 2023
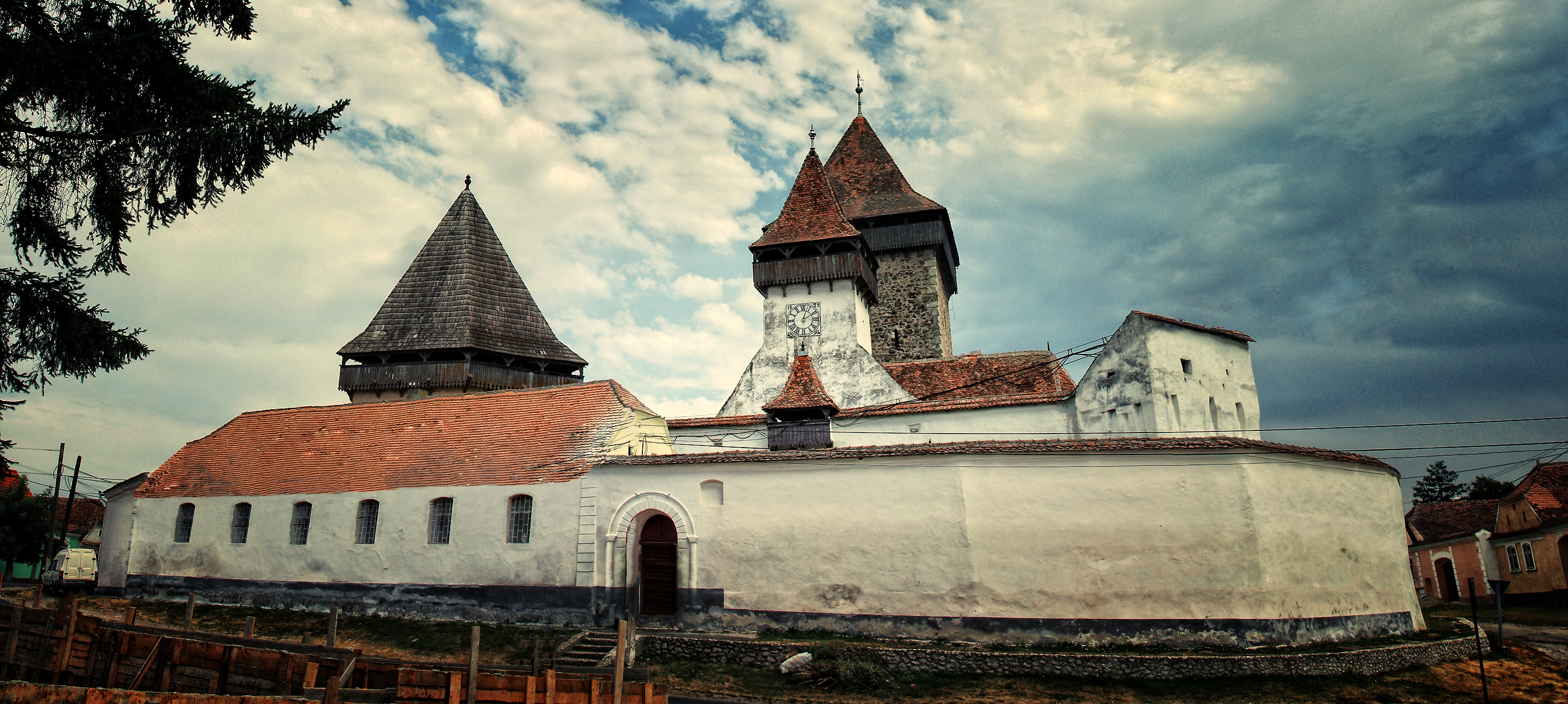
Homoródi szász erődtemplom, 2012
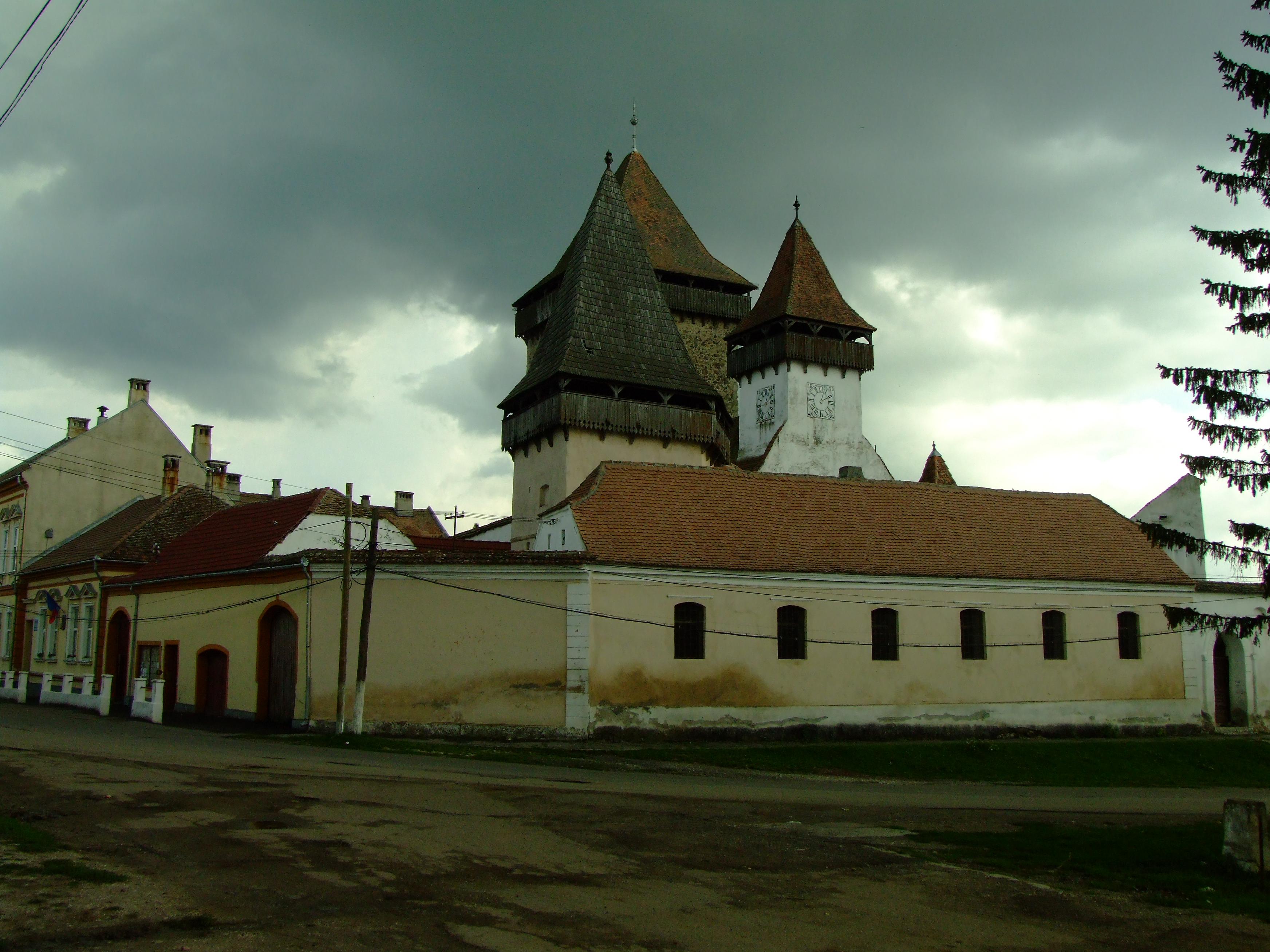
Homoródi szász erődtemplom, 2007
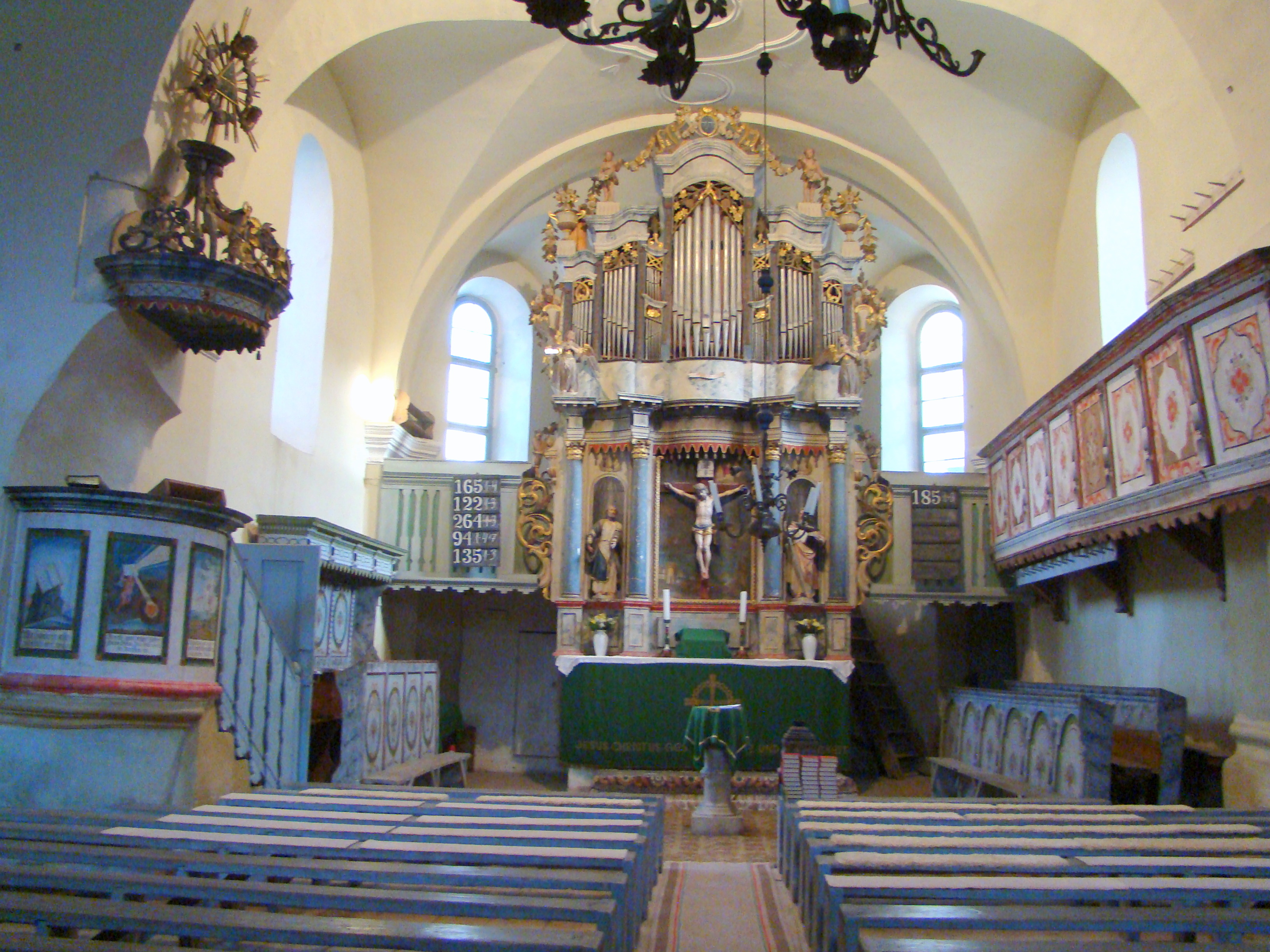
szász evangélikus templom beltér, 2019
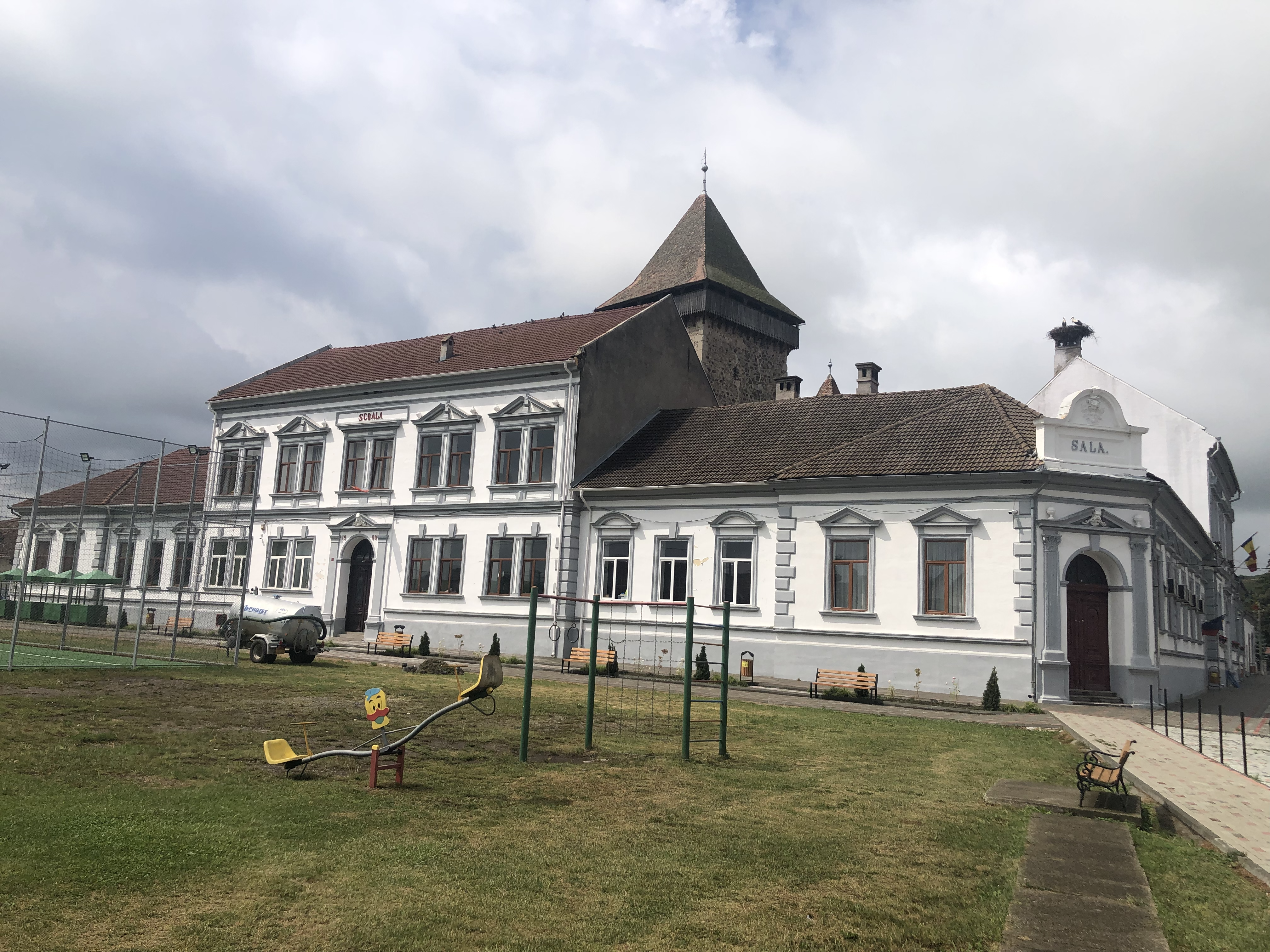
Homoródi iskola, 2023
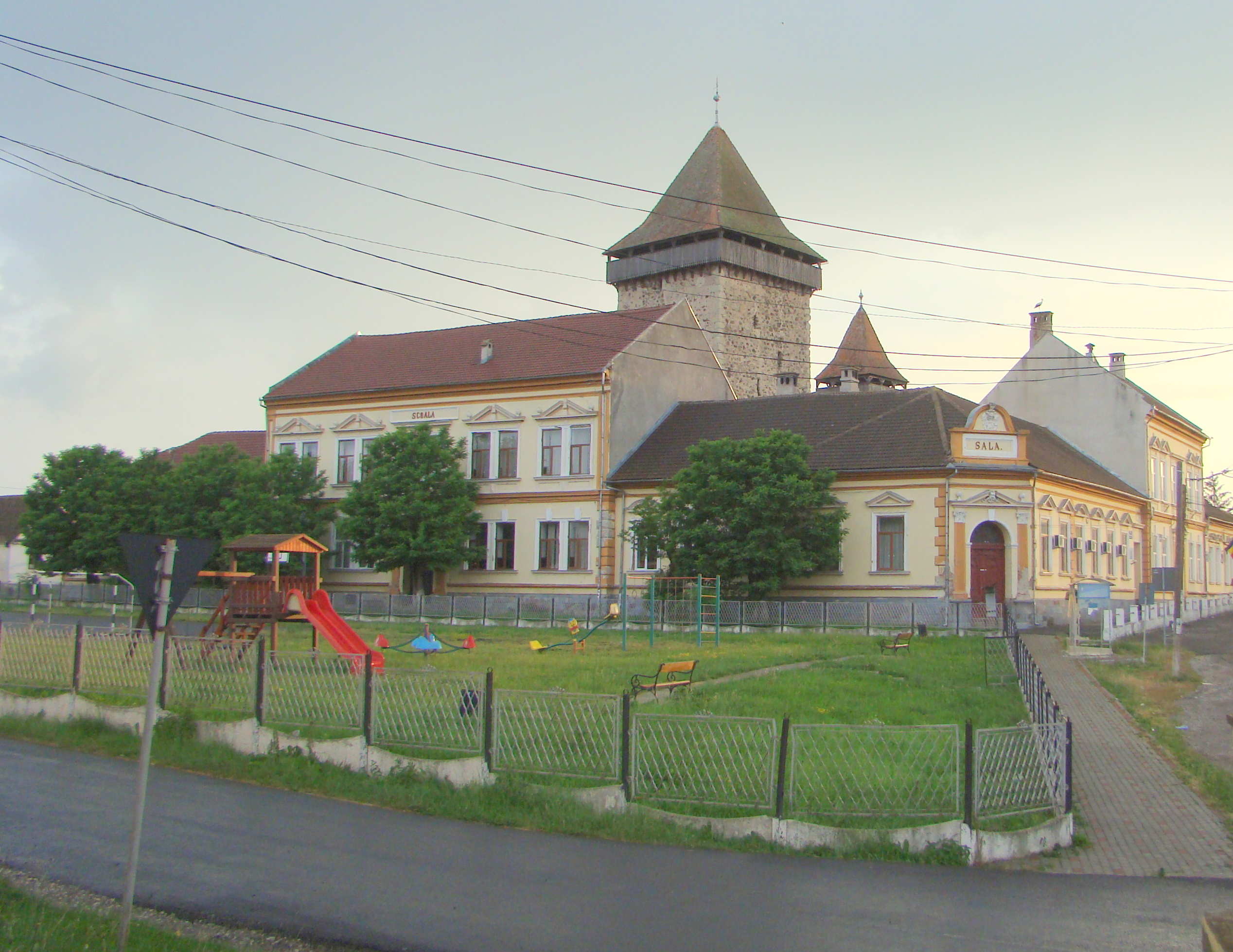
Homoródi iskola, 2019
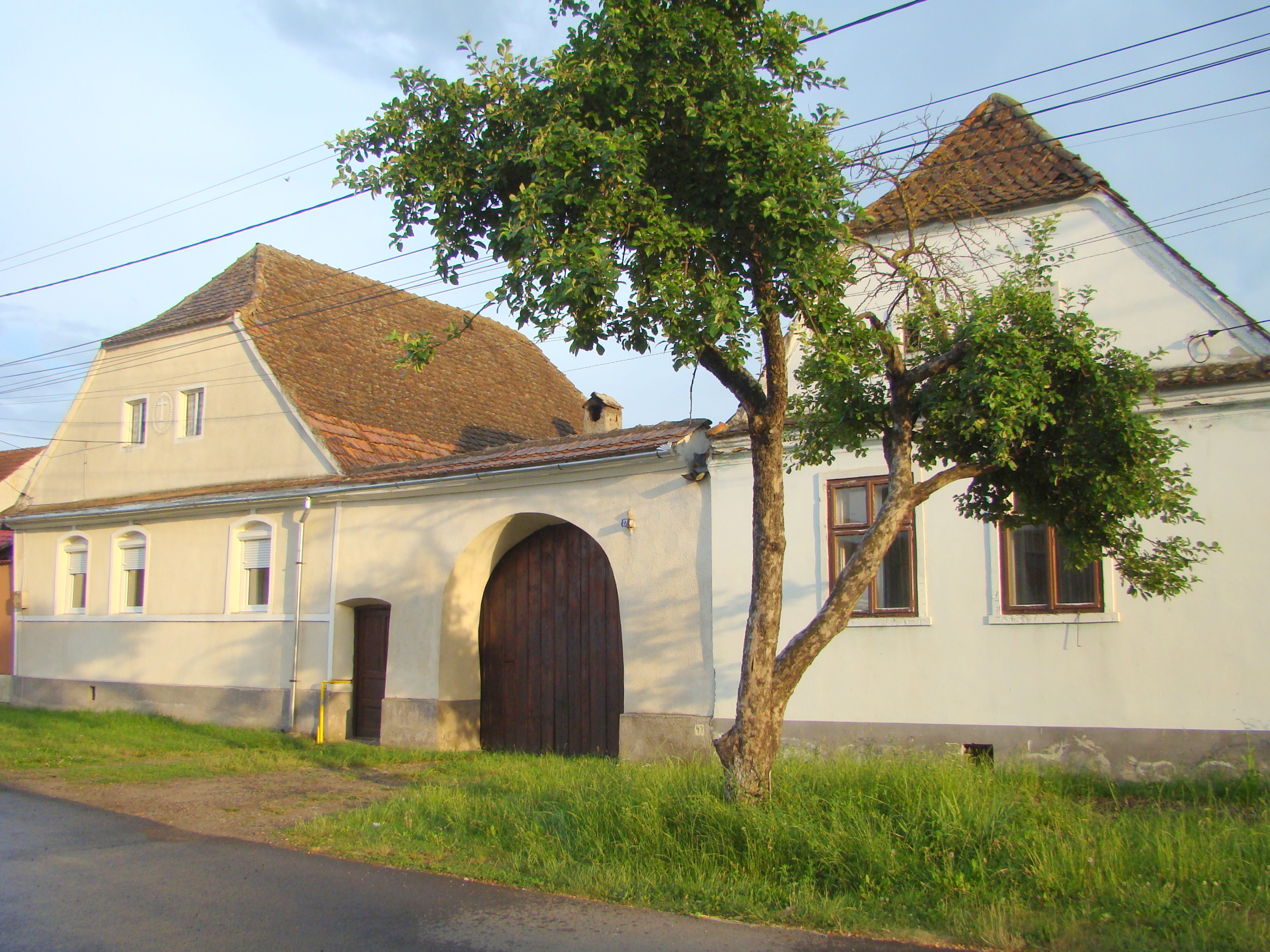
Homoródi lakóházak, 2019
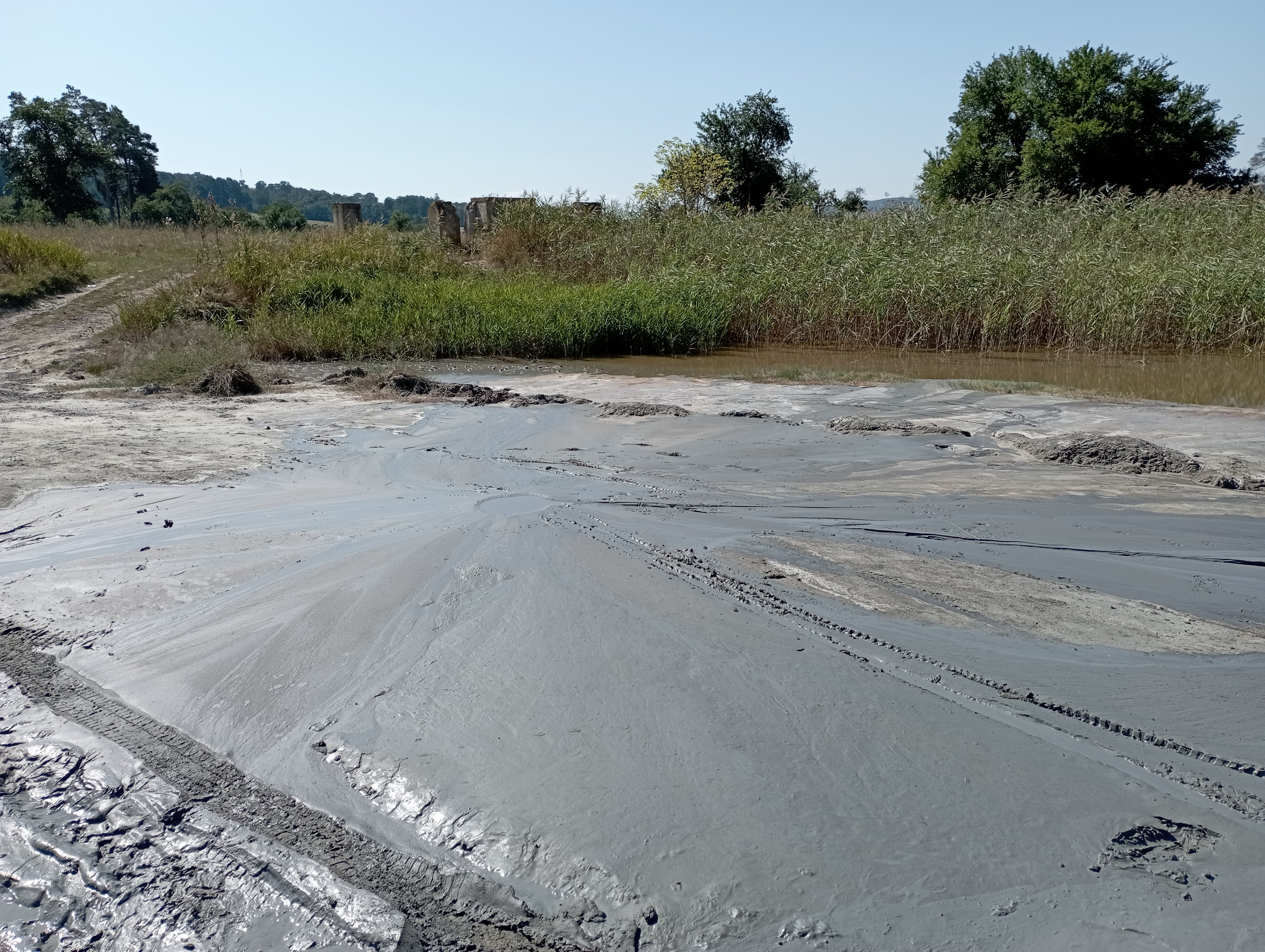
Homoródi iszapforrások (iszapvulkán), 2023